# Полузатворен лабијализован самогласник средњег реда
| [ повећај ]                                                     | предњи                                                                | готово предњи                                                         | средњи                                                                | готово задњи                                                          | задњи                                                                 |
| затворен                                                        | \| i · yɨ · ʉɯ · uɪ ʏ ʊe · øɘ · ɵɤ · oəɛ · œɜ · ɞʌ · ɔæɐa · ɶɑ · ɒ \| | \| i · yɨ · ʉɯ · uɪ ʏ ʊe · øɘ · ɵɤ · oəɛ · œɜ · ɞʌ · ɔæɐa · ɶɑ · ɒ \| | \| i · yɨ · ʉɯ · uɪ ʏ ʊe · øɘ · ɵɤ · oəɛ · œɜ · ɞʌ · ɔæɐa · ɶɑ · ɒ \| | \| i · yɨ · ʉɯ · uɪ ʏ ʊe · øɘ · ɵɤ · oəɛ · œɜ · ɞʌ · ɔæɐa · ɶɑ · ɒ \| | \| i · yɨ · ʉɯ · uɪ ʏ ʊe · øɘ · ɵɤ · oəɛ · œɜ · ɞʌ · ɔæɐa · ɶɑ · ɒ \| |
| готово затворен                                                 | \| i · yɨ · ʉɯ · uɪ ʏ ʊe · øɘ · ɵɤ · oəɛ · œɜ · ɞʌ · ɔæɐa · ɶɑ · ɒ \| | \| i · yɨ · ʉɯ · uɪ ʏ ʊe · øɘ · ɵɤ · oəɛ · œɜ · ɞʌ · ɔæɐa · ɶɑ · ɒ \| | \| i · yɨ · ʉɯ · uɪ ʏ ʊe · øɘ · ɵɤ · oəɛ · œɜ · ɞʌ · ɔæɐa · ɶɑ · ɒ \| | \| i · yɨ · ʉɯ · uɪ ʏ ʊe · øɘ · ɵɤ · oəɛ · œɜ · ɞʌ · ɔæɐa · ɶɑ · ɒ \| | \| i · yɨ · ʉɯ · uɪ ʏ ʊe · øɘ · ɵɤ · oəɛ · œɜ · ɞʌ · ɔæɐa · ɶɑ · ɒ \| |
| полузатворен                                                    | \| i · yɨ · ʉɯ · uɪ ʏ ʊe · øɘ · ɵɤ · oəɛ · œɜ · ɞʌ · ɔæɐa · ɶɑ · ɒ \| | \| i · yɨ · ʉɯ · uɪ ʏ ʊe · øɘ · ɵɤ · oəɛ · œɜ · ɞʌ · ɔæɐa · ɶɑ · ɒ \| | \| i · yɨ · ʉɯ · uɪ ʏ ʊe · øɘ · ɵɤ · oəɛ · œɜ · ɞʌ · ɔæɐa · ɶɑ · ɒ \| | \| i · yɨ · ʉɯ · uɪ ʏ ʊe · øɘ · ɵɤ · oəɛ · œɜ · ɞʌ · ɔæɐa · ɶɑ · ɒ \| | \| i · yɨ · ʉɯ · uɪ ʏ ʊe · øɘ · ɵɤ · oəɛ · œɜ · ɞʌ · ɔæɐa · ɶɑ · ɒ \| |
| средњи                                                          | \| i · yɨ · ʉɯ · uɪ ʏ ʊe · øɘ · ɵɤ · oəɛ · œɜ · ɞʌ · ɔæɐa · ɶɑ · ɒ \| | \| i · yɨ · ʉɯ · uɪ ʏ ʊe · øɘ · ɵɤ · oəɛ · œɜ · ɞʌ · ɔæɐa · ɶɑ · ɒ \| | \| i · yɨ · ʉɯ · uɪ ʏ ʊe · øɘ · ɵɤ · oəɛ · œɜ · ɞʌ · ɔæɐa · ɶɑ · ɒ \| | \| i · yɨ · ʉɯ · uɪ ʏ ʊe · øɘ · ɵɤ · oəɛ · œɜ · ɞʌ · ɔæɐa · ɶɑ · ɒ \| | \| i · yɨ · ʉɯ · uɪ ʏ ʊe · øɘ · ɵɤ · oəɛ · œɜ · ɞʌ · ɔæɐa · ɶɑ · ɒ \| |
| полуотворен                                                     | \| i · yɨ · ʉɯ · uɪ ʏ ʊe · øɘ · ɵɤ · oəɛ · œɜ · ɞʌ · ɔæɐa · ɶɑ · ɒ \| | \| i · yɨ · ʉɯ · uɪ ʏ ʊe · øɘ · ɵɤ · oəɛ · œɜ · ɞʌ · ɔæɐa · ɶɑ · ɒ \| | \| i · yɨ · ʉɯ · uɪ ʏ ʊe · øɘ · ɵɤ · oəɛ · œɜ · ɞʌ · ɔæɐa · ɶɑ · ɒ \| | \| i · yɨ · ʉɯ · uɪ ʏ ʊe · øɘ · ɵɤ · oəɛ · œɜ · ɞʌ · ɔæɐa · ɶɑ · ɒ \| | \| i · yɨ · ʉɯ · uɪ ʏ ʊe · øɘ · ɵɤ · oəɛ · œɜ · ɞʌ · ɔæɐa · ɶɑ · ɒ \| |
| готово отворен                                                  | \| i · yɨ · ʉɯ · uɪ ʏ ʊe · øɘ · ɵɤ · oəɛ · œɜ · ɞʌ · ɔæɐa · ɶɑ · ɒ \| | \| i · yɨ · ʉɯ · uɪ ʏ ʊe · øɘ · ɵɤ · oəɛ · œɜ · ɞʌ · ɔæɐa · ɶɑ · ɒ \| | \| i · yɨ · ʉɯ · uɪ ʏ ʊe · øɘ · ɵɤ · oəɛ · œɜ · ɞʌ · ɔæɐa · ɶɑ · ɒ \| | \| i · yɨ · ʉɯ · uɪ ʏ ʊe · øɘ · ɵɤ · oəɛ · œɜ · ɞʌ · ɔæɐa · ɶɑ · ɒ \| | \| i · yɨ · ʉɯ · uɪ ʏ ʊe · øɘ · ɵɤ · oəɛ · œɜ · ɞʌ · ɔæɐa · ɶɑ · ɒ \| |
| отворен                                                         | \| i · yɨ · ʉɯ · uɪ ʏ ʊe · øɘ · ɵɤ · oəɛ · œɜ · ɞʌ · ɔæɐa · ɶɑ · ɒ \| | \| i · yɨ · ʉɯ · uɪ ʏ ʊe · øɘ · ɵɤ · oəɛ · œɜ · ɞʌ · ɔæɐa · ɶɑ · ɒ \| | \| i · yɨ · ʉɯ · uɪ ʏ ʊe · øɘ · ɵɤ · oəɛ · œɜ · ɞʌ · ɔæɐa · ɶɑ · ɒ \| | \| i · yɨ · ʉɯ · uɪ ʏ ʊe · øɘ · ɵɤ · oəɛ · œɜ · ɞʌ · ɔæɐa · ɶɑ · ɒ \| | \| i · yɨ · ʉɯ · uɪ ʏ ʊe · øɘ · ɵɤ · oəɛ · œɜ · ɞʌ · ɔæɐa · ɶɑ · ɒ \| |
| i · yɨ · ʉɯ · uɪ ʏ ʊe · øɘ · ɵɤ · oəɛ · œɜ · ɞʌ · ɔæɐa · ɶɑ · ɒ |                                                                       |                                                                       |                                                                       |                                                                       |                                                                       |

Полузатворен лабијализован самогласник средњег реда је самогласник, који се користи у неким говорним језицима. Симбол у Међународној фонетској азбуци који представља овај звук је , и одговарајући X-SAMPA симбол је . Симбол  је мало слово 'o' са водоравном цртом, и не би га требало помешати са грчким словом тета (θ), који у ИПА је сугласник безвучни дентални фрикатив.
Симбол за полузатворен лабијализован самогласник средњег реда може се користити са спуштајећом дијакритиком , да означи лабијализован средњи самогласник средњег реда.
Слово ɵ се користи у неколико латинично-изведене алфабете, као што је једна за Јаналиф, али у том језику он означава другачији звук него што то ради у оквиру ИПА. Слово је хомографик са ћириличним Ө. Број у уникоду је 019F, и симбол је зове „латинично слово о са средњом тилдом“.

## Карактеристике
- Висина самогласника је полузатворен, што значи да је врх језика постављен између затвореног самогласника и самогласника средње висине.
- Место изговора је средњи, што значи да се језик налази на пола пута између предњег самогласника и задњег самогласника.
- Самогласник је лабијализован, што значи да су усне заобљене.

## Појава
| Језик     | Језик          | Реч      | ИПА | Значење      | Напомене                                              |
| --------- | -------------- | -------- | --- | ------------ | ----------------------------------------------------- |
| Кинески   | кантонски      | 出/ceot7 |     | 'ићи ван'    | Види стандардни кантонски                             |
| Енглески  | неки дијалекти |          |     | 'сарађивати' | Редукцован у дијалектима који чувају лабијализованост |
| Енглески  | аустралијски   |          |     | 'птица'      | Види аустралијску енглеску фонологију                 |
| Енглески  | Џорди          |          |     | 'коза'       | Одговара у другим дијалектима.                        |
| Монголски | Монголски      |          |     | 'корови'     |                                                       |
| Шведски   | Шведски        |          |     | 'глуп'       |                                                       |
| Тода      | Тода           |          |     | 'име'        |                                                       |